# (5113) Kohno
(5113) Kohno est un astéroïde de la ceinture principale découvert le 19 janvier 1988 à Geisei par l'astronome japonais Tsutomu Seki. Sa désignation provisoire était 1988 BN.